# Siphona crassulata
Siphona crassulata là một loài ruồi trong họ Tachinidae.